# Народна скупштина у манастиру Косијерево (1875)
Народна скупштина у манастиру Косијерево је прва Скупштина устаничких вођа током Устанка у Херцеговини, а одржана је маја 1875. у херцеговачком манастиру Косијерево који се налази на десној обали Требишњице, у мјесту по коме се и зове, на крајњем југозападу Бањана. , а у циљу дефинисања самог тока устанка, као и бирања устаничких вођа. У манастиру Косијерево током 19. вијека, поред редовних богослужења, одржавања литургија и опела, вјенчања и крштења, манастир су похађали разреди и школовала се дјеца, лијечили и духовно кријепили вјерници, одржане су скоро све значајне устаничке скупштине, током Устанка у Херцеговини, познатог под називом Невесињска пушка.
Значајна скупштина је 1608. године одржана у манастиру Косијерево, гдје је одлучено да се пружи подршка савојском владару.

## Историјска подлога
Вође народа у Херцеговини Јован Гутић, Симун Зечевић, Илија Стевановић, Тривко Грубачић, Продан Рупар и Петар Радовић током августа и септембра 1874. се састају и одлучују да почну припреме за устанак. Доносе одлуке о припреми оружја и муниције, мјеста за збјегове народа, припреми подршке Црне Горе устанку и припремају све тако да се устанак дигне на прољеће 1875. План предвиђа прво ослобођење невесињског краја а затим ширење на остале дијелове Херцеговине. У међувремену су Турци тражили хајдуке Пере Тунгуза који су 5. јула на Цетњој пољани на планини Бишини напали караван. У гоњењу Турци 9. јула улазе у сукоб са наоружаним сељацима Јована Гутића на брду Градац сјеверно од села Крекова. Овај сукоб је постао познат под именом Невесињска пушка и означио је тако почетак општег устанка у читавој Херцеговини. Испрва невесињски а потом билећки и столачки крај су захваћени, а у августу гатачки крај и пригранични појас ка Црној Гори. Чете од 50-300 људи и одреди од 500-2000 људи се скупљају и нападају турске граничне карауле и беговске куле.

## Скупштина
Након подизања устанка, војсковође су одлучили да се на једној устаничкој скупштини, јасно дефинише ток и циљеви устанка. Пошто се од самог почетка устанка, на његово чело неформално ставио војвода Мићо Љубибратић, одржавање и саме устаничке скупштине је зависило у великој мјери од њега. По замисли војводе Мића Љубибратића, требало је да се одржи Велика Народна Скупштина, на којој би се одредио правац устанка народа у Босни и Херцеговини, изабрала привремена влада на челу са војвођанским прваком Светозарем Милетићем, усвојио привремени устав, те извршила мобилизација и „позвани Срби муслиманске вјере” у борбу против Турака. У једном прогласу, који је припремљен за ову скупштину, пише:
Устајте аге и бегови да гонимо Османлије, устајте браћо у братстко коло и заједничку сарадњу.
Од прве скупштине херцеговачких главара у манастиру Косијерево, маја 1875. године сви планови о устанку били су везани искључиво за црногорског књаза Николу. Према извјештајима са скупштине, при опредјељивању устаника и чланова скупштине између Обреновића или Карађорђевића, највећи број херцеговачких главара изјаснио се за ннеза Милана Обреновића.
Поред ове скупштине у манастиру Косијерово је одржана и Скупштина 1878. године, гдје је проглашено уједињење са Књажевином Црном Гором истог дана када су вође устанка у Босни на Скупштини у Тишковцу прогласилеа уједињење са Србијом.